# ريان سكوت غريني
ريان سكوت غريني هو ممثل كندي، ولد في 25 يونيو 1973 في كندا.

## وصلات خارجية
- ريان سكوت غريني على موقع IMDb (الإنجليزية)
- ريان سكوت غريني على موقع قاعدة بيانات الفيلم (الإنجليزية)